# Astroceramus sphaeriostictus
Astroceramus sphaeriostictus is een zeester uit de familie Goniasteridae.
De wetenschappelijke naam van de soort werd in 1913 gepubliceerd door Walter Kenrick Fisher.